# كاثرين لاناسا
كاثرين لاناسا (بالإنجليزية: Katherine LaNasa)‏ (مواليد 1 ديسمبر 1966) ممثلة وراقصة باليه أمريكية.

## المسيرة المهنية
تخرجت من مدرسة كارولاينا الشمالية للفنون وينستن. في بداية حياتها تدربت وتعلمت فنون رقص الباليه. لكنها ركزت اهتمامها على التمثيل والفنون المسرحية. فكان الحظ حليفها في أن تكتشف من قبل أحد المسؤولين في مجال التلفزيون والسينما والمسرح. ليتم ترشيحها بعد ذلك في ادوار قصيرة من خلال مسلسلات تلفزيونية. إلى أن أتتها الفرصة الكبيرة لتعمل على ادوار رئيسية في أعمال تلفزيونية وسينمائية ضخمة مثل المسلسل التلفزيوني (غرفة الطوارئ) و(العدالة) و(اثنان ونصف).

## حياتها الشخصية
في 17 يونيو عام 1989 ارتبطت من دينيس هوبر وأنجبت منه ابنها هنري هوبر لكن هذا الزواج لم يدم طويلا ففي أبريل من عام 1992 تم الانفصال بينهما. وفي 19 مايو عام 1998 ارتبطت للمرة الثانية من الفرنسي (ستيوارت).

## روابط خارجية
- كاثرين لاناسا على موقع IMDb (الإنجليزية)
- كاثرين لاناسا على موقع ألو سيني (الفرنسية)
- كاثرين لاناسا على موقع أول موفي (الإنجليزية)
- كاثرين لاناسا على موقع قاعدة بيانات الأفلام السويدية (السويدية)
- كاثرين لاناسا على موقع قاعدة بيانات الفيلم (الإنجليزية)
- كاثرين لاناسا على موقع كينوبويسك (الروسية)